# Bolsa de Trabalho de Bobigny

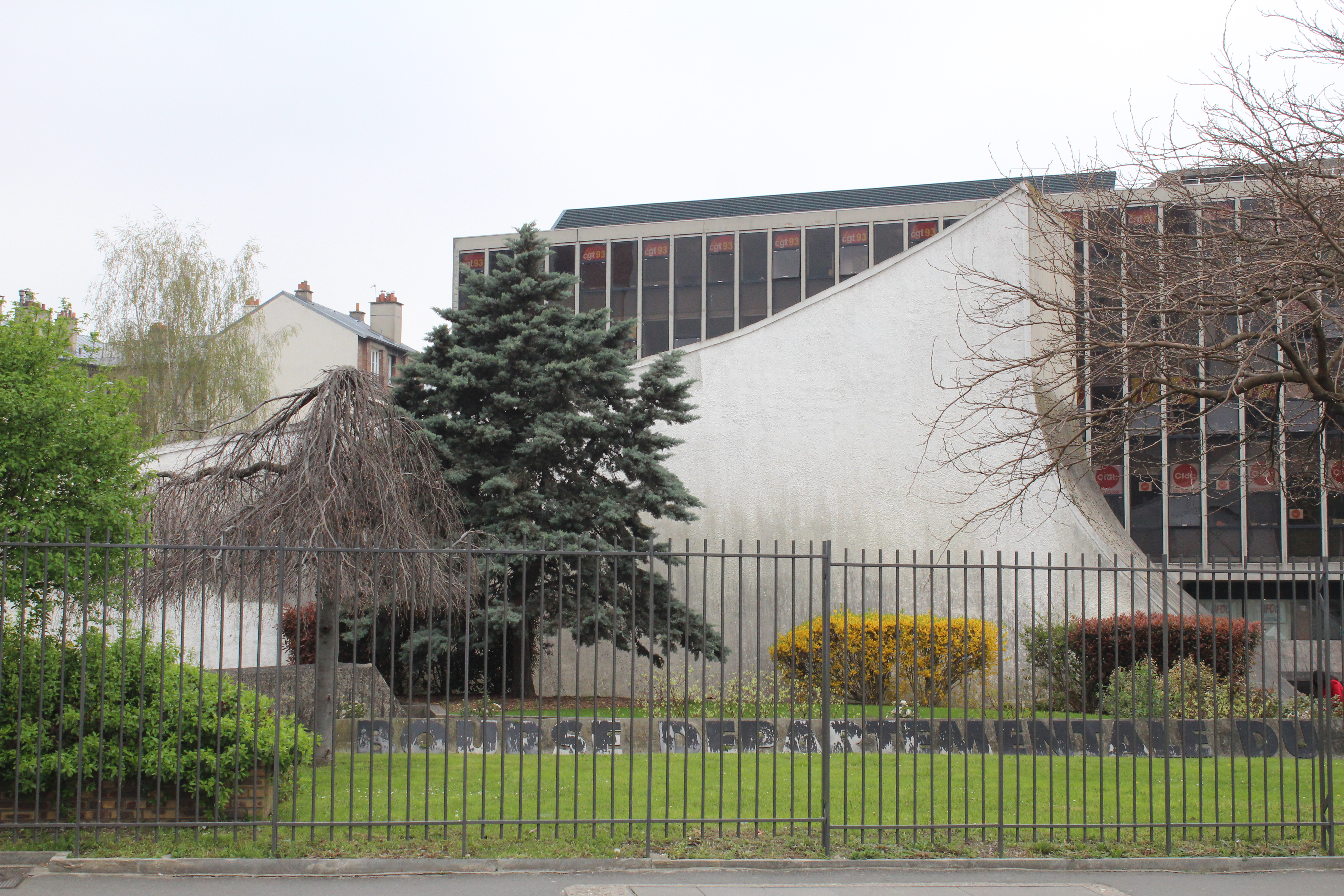

A Bolsa de Trabalho de Bobigny foi projetada por Oscar Niemeyer e construída entre 1976 e 1978 em Bobigny, Seine-Saint-Denis. É constituída de um prédio envidraçado sobre pilotis e um auditório.